# Diego De Ascentis
Diego De Ascentis (né le 31 juillet 1976 à Côme, en Lombardie) est un footballeur italien, évoluant au poste de milieu défensif.

## Biographie
Diego De Ascentis commence à jouer avec le Como en Serie C1, dans le club qui l'a formé. Jeune de talent, il accède deux ans plus tard à l'AS Bari avec qui il va immédiatement monter en Serie A. Ses deux bonnes saisons dans l'élite l'amènent à signer dans un grand club, le Milan AC, où il est le remplaçant de Demetrio Albertini
Après une seule saison en demi-teinte, il signe au Torino FC où il va rester 5 ans. Dès la première année, il remporte le championnat de Serie B et retrouve l'élite. L'équipe redescendra deux saisons plus tard. Il quitte le club à l'été 2005 à cause des graves problèmes financiers du club et qui le disqualifiera des play-off pour la montée. Il signe à Livorno et obtient une surprenante 6e place, du en partie aux exclusions pour le scandale des matchs truqués.
Mais après une seule saison en toscane, il retourne au Torino FC qui vient de remonter dans l'élite. Il participe à maintenir le club en s'affirmant comme un titulaire indiscutable de l'équipe. Sans contrat en fin de saison, il signe à l'Atalanta, avec qui il entame sa troisième saison consécutive en Serie A.
Il a fait partie de l'équipe d'Italie espoirs de 1996 à 1997, comptabilisant 5 sélections sans but.

## Carrière
- 1994-1996 :  Como
- 1996-1999 :  AS Bari
- 1999-2000 :  Milan AC
- 2000-2005 :  Torino FC
- 2005-2006 :  Livorno
- 2006-2007 :  Torino FC
- 2007-2010 :  Atalanta

## Palmarès
- x